# Lorenza Mazzetti
Pour les articles homonymes, voir Mazzetti.
Lorenza Mazzetti, née à Rome le 26 juillet 1927 et morte dans la même ville le 4 janvier 2020, est une réalisatrice, peintre et écrivaine italienne.

## Biographie
Lorenza Mazzetti née à Rome le 26 juillet 1927 perd sa mère peu de temps après sa naissance ; ainsi, avec sa sœur jumelle Paola, elle a grandi en Toscane avec Cesarina (Nina) Mazzetti, la sœur de son père, et son mari Robert Einstein, un cousin du prix Nobel Albert, et leurs filles Luce et Cici. En août 1944, Nina, Luce et Cici Einstein sont assassinés par un commando SS allemand. Leur oncle échappe au meurtre et se suicide l'année suivante. Lorenza et Paola retournent alors avec leur père biologique.
Lorenza Mazzetti a fréquenté l'université de Rome et dans les années 1950 se rend à Londres pour approfondir ses études à la Slade School of Fine Art . Elle devient membre du « Free Cinema Movement » (mouvement du cinéma libre) et réalise quelques films au Royaume-Uni, dont Together (Ensemble) « mention au film de recherche - court métrage » au Festival de Cannes de 1956. En 1959, elle est de retour en Italie et travaille aux côtés de Cesare Zavattini. En tant que réalisatrice, elle a travaillé principalement pour les courts métrages et des segments de films. En 1962, elle publie  Il Cielo Cade qui remporte le Prix Viareggio, dans lequel elle évoque son enfance, l'œuvre est adaptée au cinéma en 2000 (avec Isabella Rossellini). Au cours des années suivantes, elle dirige le théâtre de marionnettes à Rome.
En peinture, son exposition Album di famiglia est inaugurée à Rome par le Ministero dei Beni Culturali et présentée dans diverses villes italiennes et européennes.
Un film documentaire lui est consacré. Perché sono un genio est présenté à la 73e Mostra de Venise et transmis sur Sky Arte HD le 27 janvier 2017, à l'occasion de la « Journée de la mémoire ».
En 2025, elle gagne le Prix Mémorable 2025, qui récompense la réédition d'un livre tombé dans l'oubli.

## Filmographie partielle
- 1953 : K, court-métrage
- 1956 : Together (en)
- 1959 : I cattivi vanno in paradiso, coréalisé avec Dionisio Horne
- 1962 : Les femmes accusent (Le italiane e l'amore), épisode Les Enfants
- 1963 : I misteri di Roma, épisode

## Publications
- 1962 : Le ciel tombe (Il cielo cade)[7], prix Viareggio 1962
- 1963 : Con rabbia
- 1969 :
  - Uccidi il padre e la madre
  - Il lato oscuro, Tindalo
- 1975 : Il teatro dell'io: l'onirodramma. I bambini drammatizzano a scuola i loro sogni
- 2014 : Diario londinese